# Aeroportul Internațional Heraklion
Aeroportul Internațional Heraklion (în greacă Κρατικός Αερολιμένας Ηρακλείου Νίκος Καζαντζάκης) (IATA: HER, ICAO: LGIR) este un aeroport din Heraklion, Iraklion⁠(d), Heraklion Regional Unit⁠(d), Crete Region⁠(d), Creta⁠(d), Grecia ce deservește zona Heraklion. Aeroportul a fost tranzitat în 2022 de 8.087.146 de pasageri. A fost deschis în 1937 și numit după Nikos Kazantzakis.
Situat la o altitudine de 39 m, aeroportul dispune de 2 piste.

## Infrastructură

### Piste
Aeroportul dispune de 2 piste. Pista 09/27 are suprafața de asfalt și dimensiunile 2.682 m × 45 m. Pista 12/30 are suprafața de asfalt și dimensiunile 1.566 m × 45 m. 